# Fahrradnabe

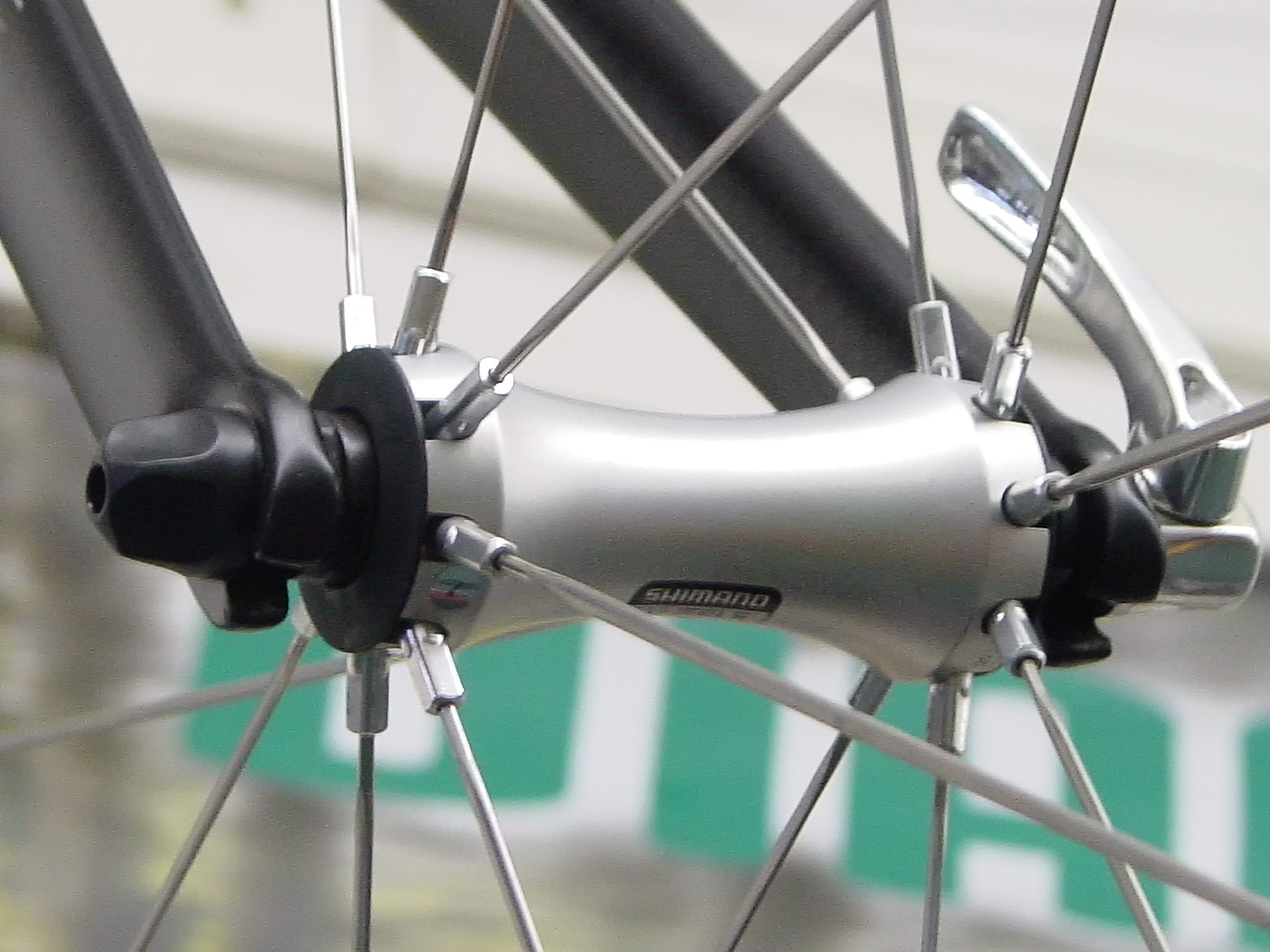
Fahrradnabe (vorn) mit geraden Speichen (radial verlaufend)

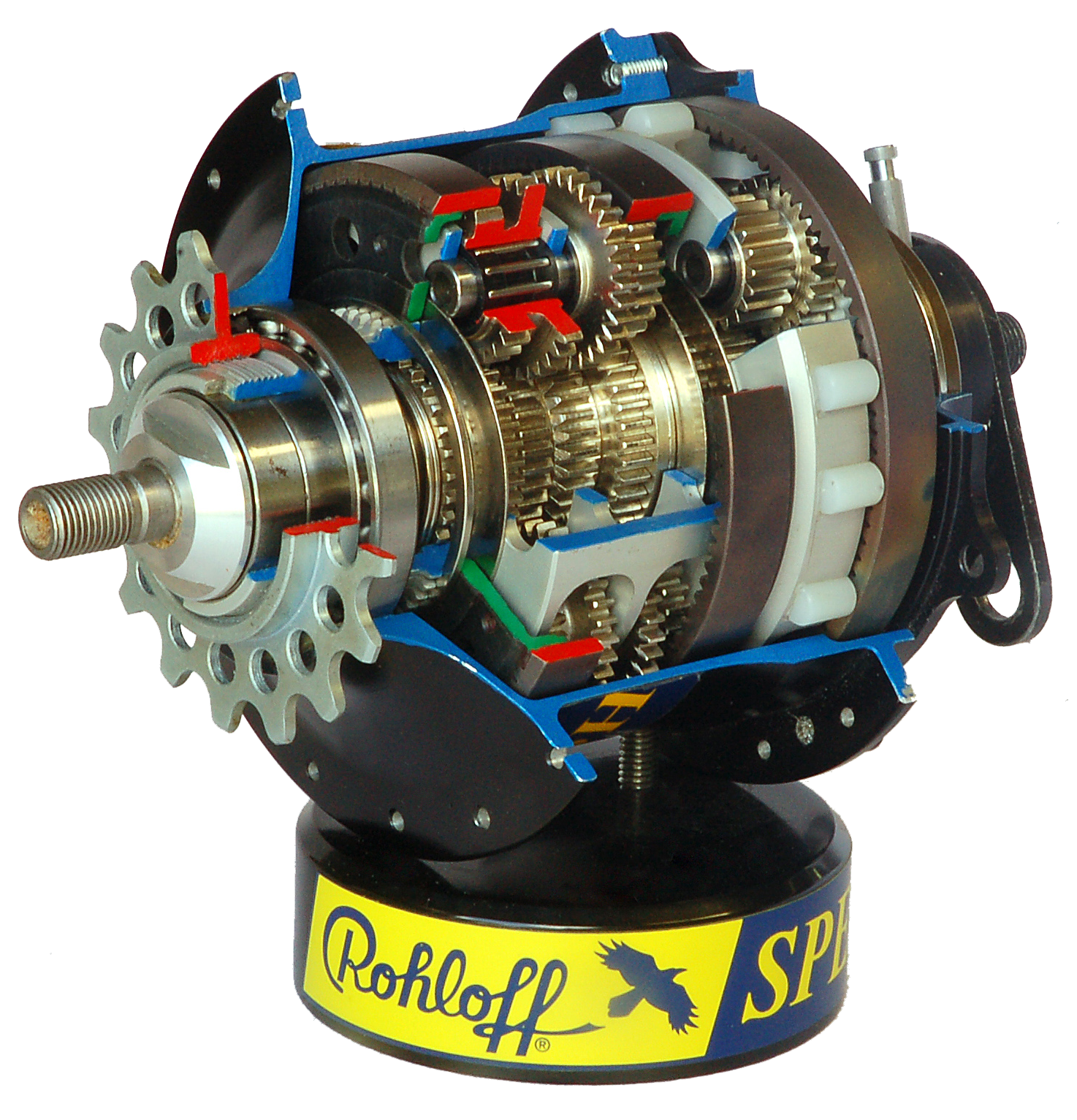
14-Gang-Hinterradnabe als Schnittmodell

Die Fahrradnabe ist das Zentrum eines Rades. Sie dreht sich beim Laufrad eines Fahrrads um eine fest in den Ausfallenden eingespannte Achse.
Die wesentlichen Bestandteile einer Fahrradnabe sind Achse, Lager und Nabengehäuse. Je nach Ausführung kann die Nabe mit zusätzlichen Elementen wie Bremse oder Freilauf ergänzt sein. Am Nabengehäuse werden die Speichen befestigt.
Prinzipiell wird unterschieden zwischen Vorderrad- und Hinterradnabe.

## Vorderradnabe
Die Vorderradnabe kann zusätzlich noch mit einem Nabendynamo und einer Nabenbremse ausgestattet sein. Die übliche Einbaubreite (Nabenbreite) beträgt 90–92 oder 100 mm, bei Sonderfahrrädern finden auch andere Maße Anwendung.

## Hinterradnabe

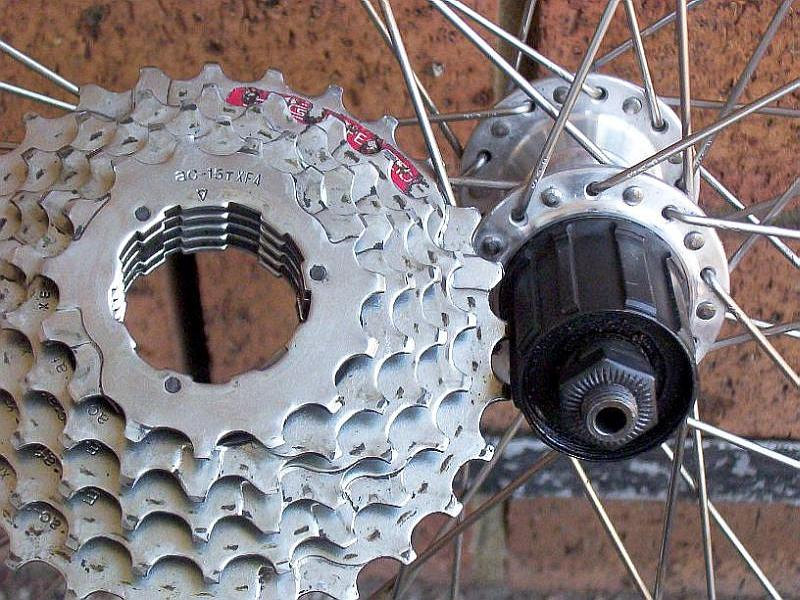
Hinterradnabe (Kassettennabe) eines Fahrrades mit Freilaufkörper zur Aufnahme eines Zahnkranzpaketes

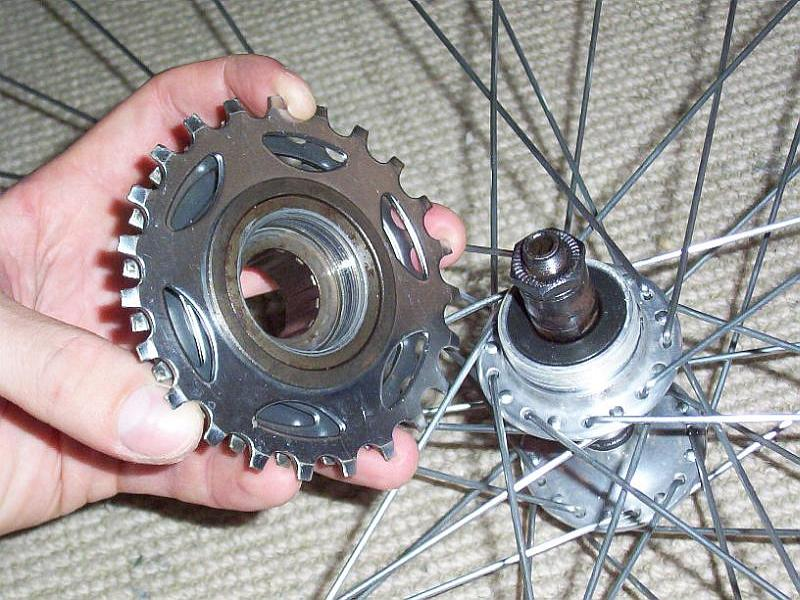
Schraubkranznabe

Der wesentliche Unterschied zur Vorderradnabe ist die Aufnahmemöglichkeit für einen Zahnkranz oder ein Zahnkranzpaket, eine größere Einbaubreite sowie ein Freilauf. Im Gegensatz zur Vorderradnabe kann die Nabenbremse (sofern vorhanden) auch als Rücktrittbremse ausgeführt werden.
Es gibt eine Vielzahl verschiedener Ausführungen. Die häufigsten sind:
- Nabenschaltungsnabe (auch als Getriebenabe bezeichnet)
- Kettenschaltungsnabe
  - Schraubkranznabe
  - Kassettennabe

Weitere Ausführungen sind Kombinationen aus Getriebenabe und Kassettennabe oder auch spezielle Naben für Radsportarten wie z. B. BMX. Vorherrschend war ehemals die Eingang-Rücktrittnabe. Dieser Nabenbauart kommt mittlerweile nur noch eine Randbedeutung zu.

Vergleich Kassettennabe mit Schraubkranznabe

Unterschiede bestehen zwischen Schraubkranznabe und Kassettennabe: Die modernere Ausführung ist die Kassettennabe. Hier kann im Vergleich zur Schraubkranznabe das antriebsseitige Achslager näher am Auflager (Ausfallende) positioniert werden. Die Folge ist eine geringere Biegebeanspruchung der Achse und daraus folgend eine Verringerung der Bruchgefahr. Ermöglicht wird dieser Vorteil dadurch, dass die rechte Lagerschale (oder der entsprechende Lagersitz bei Industrielagerung) bei der Kassettennabe nicht relativ tief im Nabengehäuse sitzt, sondern Bestandteil des mit einer Hülsenschraube rechts auf die Nabe aufgeschraubten Freilaufkörpers ist. Dadurch tauschen rechtes Achslager und Freilaufmechanismus im weitesten Sinne ihren Platz, was zu einer Verschiebung des Lagers nach außen führt. Bei der Schraubkranznabe bilden Zahnkränze und Freilauf eine Einheit, die meistens mittels eines BSA-Gewindes (1,37″ × 24 Gewindegänge pro Zoll) direkt auf das Nabengehäuse geschraubt wird. Schraubkranznaben werden auch bei Pedelecs mit angetriebener Hinterachse verwendet.
Bei der Kassettennabe wird das Zahnkranzpaket auf den genuteten Freilaufkörper formschlüssig aufgesteckt und mit einem Gewindeabschlussring fixiert. Als Norm haben sich in der Praxis die Vorgaben der Firma Shimano durchgesetzt. Lediglich im Rennrad-Bereich gibt es eine konkurrierende Werksnorm der Firma Campagnolo.
Zur Montage oder Demontage des Zahnkranzpaketes ist bei der Kettenschaltungsnabe ein Zahnkranzabnehmer, bei Kassettennaben zusätzlich eine Kettenpeitsche zum Gegenhalten der Zahnkränze beim Öffnen erforderlich. Je nach Hersteller gibt es dieses Spezialwerkzeug in unterschiedlichen Ausführungen, doch auch hier sind in jüngerer Zeit die Standards der Firma Shimano maßgebend. Das Lösen von lange benutzten Schraubkränzen kann kraftaufwändig sein, weil sich diese durch das dauernd übertragene Drehmoment beim Treten selbst sehr fest anziehen.

## Maße
Bei den Einbaubreiten (Abstand zwischen den Ausfallenden) haben sich im Laufe der Entwicklung des Fahrrads vorherrschende Abmessungen etabliert, die mittlerweile als Industriestandard gelten. Beim Vorderrad sind dies 100 mm, beim Hinterrad mit Ausnahme des Rennrads 135 mm (Rennrad: 130 mm). Abweichungen kann es geben bei Getriebenaben, Falträdern, speziellen Fahrrädern wie z. B. Tandems und praktisch immer bei historischen Fahrrädern.
Die Angaben im unteren Teil der Tabelle beziehen sich alle auf das Hinterrad:
| Einbaubreite [mm] | Typ                                                                                          | typische Achsgewinde bzw. Durchmesser                                    | typische Achslänge [mm] |
| ----------------- | -------------------------------------------------------------------------------------------- | ------------------------------------------------------------------------ | ----------------------- |
| 90–92             | einfache Vorderradnaben                                                                      | FG7,9 (5/16″×26TPI), selten M7×1 oder M8×1                               | (105), 125              |
| 96                | selten bei älteren Vorderradnaben                                                            |                                                                          |                         |
| (98–) 100         | moderne Vorderradnaben                                                                       | FG7,9 (5/16″×26) oder M9x1 Hohlachse mit Schnellspanner                  |                         |
| 108–110           | Vorderrad: neuere Steckachsen; Spezialräder Hinterrad: ältere Räder                          | Steckachse Ø 15 oder 20 mm FG9,5 (3/8″×26), selten 8,9×1 oder M10×1      | Hinterrad: 135–140      |
| 114               | 3–4-fach-Kettenschaltung                                                                     | FG9,5 (3/8″×26), selten 8,9×1 oder M10×1                                 |                         |
| 117–120           | 3-Gang-Nabenschaltung                                                                        | FG9,5 oder 13/32″×26 (~10,3×1)                                           |                         |
| 120–124           | 3–5-fach-Kettenschaltung; Bahnräder mit fixer Nabe; Nabenschaltung: bis 5-Gang (Sachs, SRAM) | FG9,5 (3/8″×26), selten 8,9×1 oder M10×1                                 | 153                     |
| (123-) 126–127    | 6–7-fach-Kettenschaltung Nabenschaltung: bis 7-Gang                                          | FG9,5 oder M10×1 Voll- oder Hohlachse FG9,5 oder 13/32″×26               | 157, 165, 175, 185      |
| 130               | Kettenschaltung: Rennrad 7–11-fach, Mountainbike 7-fach                                      | FG9,5 oder M10×1 Voll- oder Hohlachse                                    | 173 bzw. Hohlachse 140  |
| 130–135           | neuere Nabenschaltungen                                                                      | FG9,5 oder M10×1 oder 13/32″×26                                          |                         |
| 135               | Kettenschaltung: Mountainbike 7–10-fach                                                      | FG9,5 oder M10×1 Voll- oder Hohlachse oder Steckachse Ø 12 mm            | 178 bzw. Hohlachse 145  |
| 140–142           | moderne Mountainbikes; Tandem                                                                | FG9,5 oder M10×1 Hohlachse; M12x1 oder M12x1,5 sowie M12x1,75 Steckachse |                         |
| 145               | Tandem (neuere Modelle)                                                                      | FG9,5 oder M10×1 Hohlachse                                               |                         |
| 148               | moderne Mountainbikes „Boost“                                                                | M12x1 und M12x1,5 sowie M12x1,75 Steckachse                              | 172, 178, 180           |
| 150               | Downhill- & Freeride-Mountainbikes; Retro-Chopper                                            | FG9,5 oder M10×1 Hohlachse                                               |                         |
| 157–160           | Downhill- & Freeride-Mountainbikes; Tandem (Santana)                                         | FG9,5 oder M10×1 Hohlachse                                               |                         |
| 177               | Fatbikes                                                                                     | M12x1,5 oder M12x1,75 Steckachse                                         | 209                     |
| 197               | Fatbikes                                                                                     | M12x1 oder M12x1,5 sowie M12x1,75 Steckachse                             | 217, 229                |

1. ↑  lichter Abstand zwischen den Ausfallenden
2. ↑  FG = Fahrradgewinde nach DIN 79012
3. ↑  TPI = Threads per inch = Gewindegänge pro Zoll
4. ↑  z. B. Singlespeed, Bahnräder, manche Nabenschaltungen vor 1970 (Centrix bzw. Shimano 3CC ohne Distanzmutter, DDR-Räder mit Rücktrittnabe)
5. 1 2 3  ältere (Torpedo-) Nabenschaltungen von Fichtel & Sachs sowie SRAM
6. ↑  Vollachse Kettenschaltungen außer Shimano
7. ↑  Vollachse Shimano Kettenschaltungen
8. ↑  Vollachse Kettenschaltungen außer Shimano
9. ↑  Vollachse Shimano Kettenschaltungen
10. ↑  z. B. Nabenschaltung von SRAM, Shimano Alfine & Nexus sowie Rohloff
11. ↑  z. B. Shimano Alfine / Nexus 7- & 8-Gang-Nabenschaltungen
12. ↑  z. B. SRAM-9-Gang- und Rohloff-Nabenschaltungen
13. ↑  Vollachse Kettenschaltungen außer Shimano
14. ↑  Vollachse Shimano Kettenschaltungen
15. ↑  Der vorher übliche Standard von 142 wurde 2016 auf 148 erhöht, um breitere Reifen verwenden zu können, ohne dass diese der Kette zu nah kommen.

## Achse

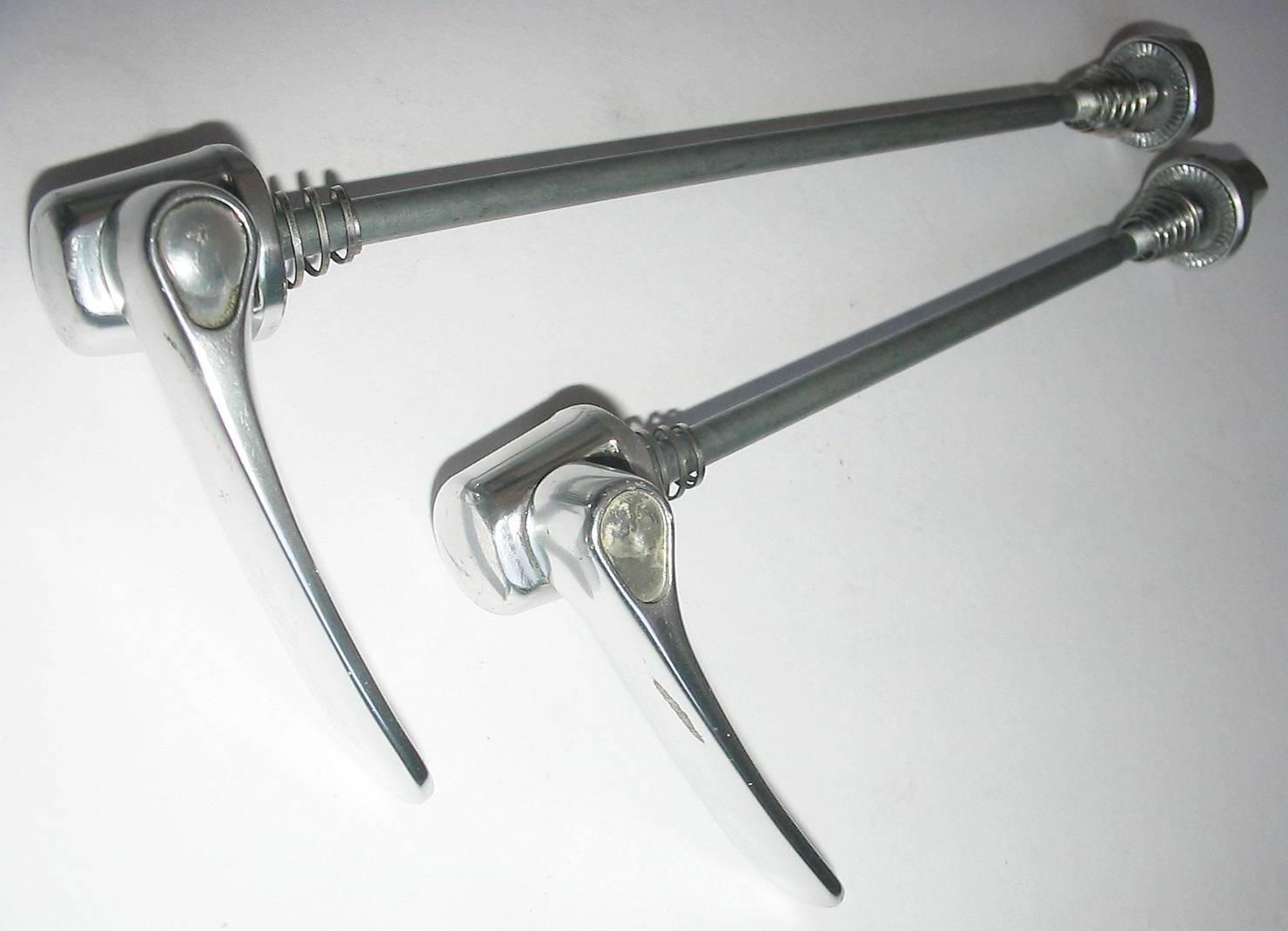
Schnellspanner

Neben den traditionellen Schraub- und Schnellspannachsen kommen bei sportlichen Rädern neuerdings auch Steckachsen mit 10 bis 20 mm Durchmesser zum Einsatz.
Achsen sind meist aus hochfestem Stahl oder Titan gefertigt.
Die Achslänge wird bestimmt durch die Einbaubreite und die Art der Nabe. Bei der gängigen Hinterrad-Einbaubreite von 135 mm beträgt die freie Achslänge zwischen den Endstücken bei Schnellspannachsen 145 oder 146 mm. Schraubachsen sind 30–40 mm länger und stehen auf beiden Seiten je nach Einbaubreite 15–20 mm vor, um Unterlegscheiben und Achsmuttern aufzunehmen.
Neben metrischen Gewinden mit 1 mm (oder ausnahmsweise 1,5 mm) Gewindesteigung sind traditionelle englische Zollmaße mit einer Steigung von 26 tpi (tpi = threads per inch = Steigungen pro Zoll) noch weit verbreitet, die geringfügig feiner sind.

### Schraubachsen
Dies sind Achsen aus Vollmaterial, die eher bei einfachen Naben verwendet werden. Mit den beiden Achsmuttern samt Unterlegscheiben wird die Achse mit den Innenringen der Lager zwischen den Ausfallenden eingeklemmt.
Achsdurchmesser und Gewinde Vorderrad:

- M7x1 – selten, zum Beispiel bei älteren DDR-Rädern

- 5/16"×26 bzw. FG7,9 (7,9 × 0,98 mm) – Der Durchmesser kann auch bei 7,7 mm liegen, zum Beispiel bei DDR-Rädern

- M8x1 – das Normalmaß
Achsdurchmesser und Gewinde Hinterrad:

- 8,9 × 1 mm – zum Beispiel DDR-Räder

- 3/8″x26 bzw. FG9,5 (9,5 × 0,98 mm) – dies ist das gängigste Maß; seltener gab es Achsen in diesem Durchmesser auch mit gröberen Gewinde

- M10x1 – entspricht den Hohlachsen von Shimano und kam beispielsweise bei DDR-Rädern vor

- 13/32" × 26 (10,32 × 0,98 mm)

### Schnellspannachsen
Dies sind Hohlachsen, durch welche ein mittels Exzenter spannbarer Zuganker geführt wird. Die Hohlachse sollte mit mindestens 3,5 mm Breite in den Ausfallenden aufliegen, weniger stellt in der Praxis jedoch meist kein Problem dar. Im gespannten Zustand wirkt auf die Hohlachse eine Druckkraft. Die hierdurch gestauchte Achse wird dadurch belastbarer, da die Vorspannung der für die Belastbarkeit maßgebenden Zugspannung (als Komponente der Biegespannung) entgegenwirkt. Die Stauchung der Hohlachse kann auch das Lagerspiel verringern. Dies ist bei der Einstellung der Konen zu berücksichtigen.
Die Achslänge wird bestimmt durch die Einbaubreite und die Art der Nabe. Bei der gängigen Hinterrad-Einbaubreite von 135 mm beträgt die Achslänge bei Schnellspannachsen 145 oder 146 mm.
Achsdurchmesser und Gewinde Vorderrad:

- M9x1 – das Normalmaß

- 9×26 (9 × 0,98 mm) – z. B. Campagnolo
Achsdurchmesser und Gewinde Hinterrad:

- M10x1 – das übliche Maß (z. B. Shimano)

- 10×26 (10 × 0,98 mm) – z. B. Campagnolo

### Steckachsen

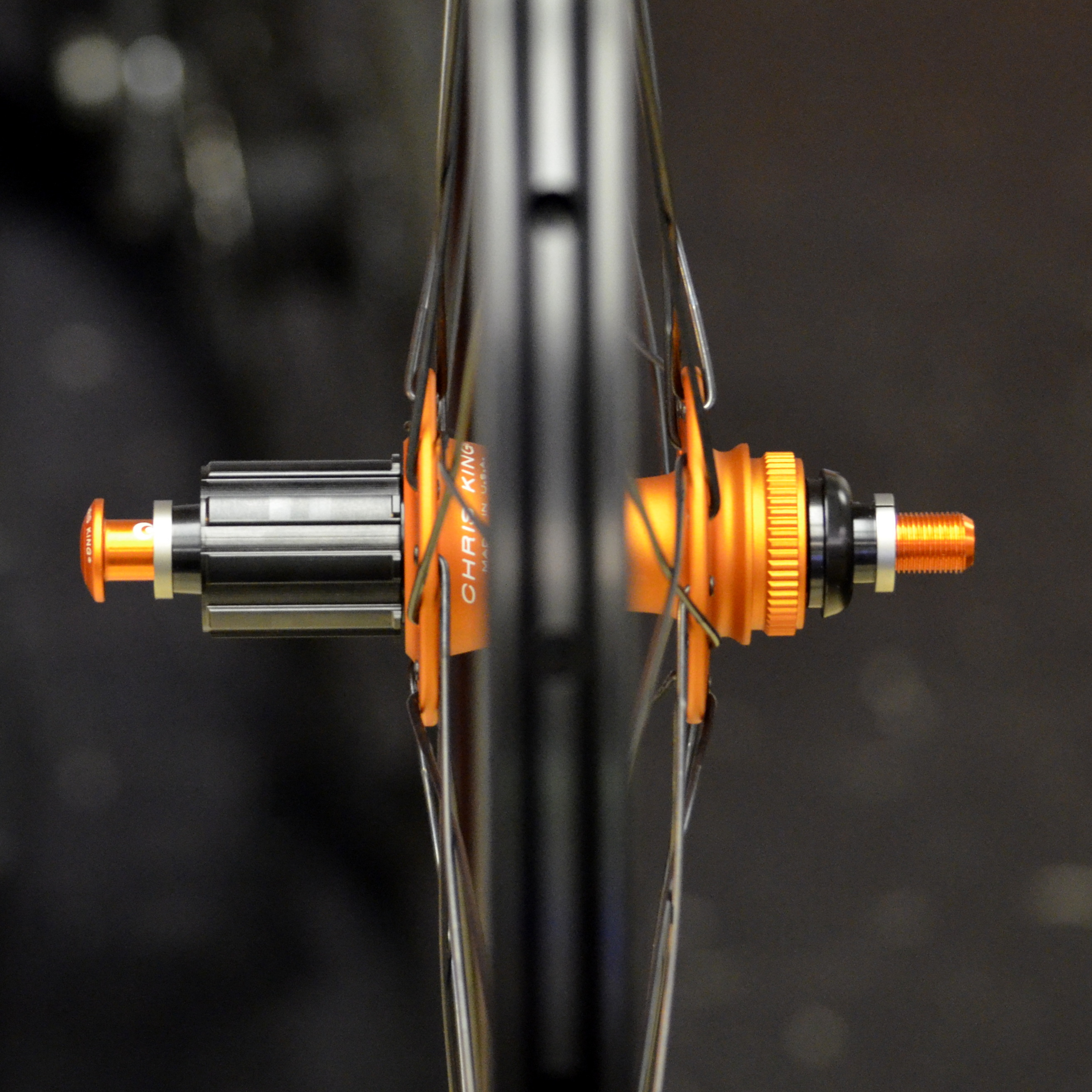
Fahrradnabe mit Steckachse

Steckachsen (engl. Thru Axle) sollen in erster Linie die Steifigkeit des Rahmens und der Gabel verbessern. Insbesondere bei Federgabeln verbessert die stabilere Verbindung der Gabelenden das Fahrverhalten. Ebenso wird die Torsion der Gabel bei der Verwendung von Scheibenbremsen reduziert, wodurch die Haltbarkeit der Gabel erhöht wird. Da das Rad stabiler ist und stets in der exakt gleichen Position montiert wird, müssen Scheibenbremsen weniger oft justiert werden. Steckachsen sind etwa 20 g schwerer als Schnellspannachsen und verlängern die Dauer eines Laufradwechsels.
Bei Schnellspannerachsen kann die Kraft einer Scheibenbremse ein unzureichend befestigtes Laufrad aus dem nach unten offenen Ausfallende hebeln. Dies ist bei Steckachsen aufgrund ihrer umschließenden Baumform nicht möglich.
Verspannt wird die Steckachse meist entweder mit einem Innensechskant-Schlüssel oder mit dem integrierten Schnellspannhebel.
Bei Mountainbikes hat sich ein Durchmesser von 15 mm am Vorderrad durchgesetzt. An Downhill-Mountainbikes sind auch Steckachsen mit 20 mm Außendurchmesser üblich. Unter den Bezeichnungen Boost und SuperBoost werden auch Achsen mit 110 × 15 mm am Vorderrad und 148 × 12 mm bzw. 157 × 12 mm am Hinterrad angeboten. Die breitere Nabe erhöht die seitliche Steifigkeit des Laufrads.
Bei Rennrädern und Gravelbikes haben sich 100 × 12 mm vorne und 142 × 12 mm hinten durchgesetzt.
Manche Naben lassen sich auf unterschiedliche Achssysteme umrüsten.
| Verwendung                  | Einbaubreite in mm Vorderrad | Durchmesser in mm Vorderrad | Einbaubreite in mm Hinterrad | Durchmesser in mm Hinterrad |
| --------------------------- | ---------------------------- | --------------------------- | ---------------------------- | --------------------------- |
| Rennrad/Gravel              | 100                          | 12                          | 142                          | 12                          |
| Rennrad/Gravel (Road Boost) | 100                          | 12                          | 148                          | 12                          |
| Mountainbike                | 100                          | 15 (20)                     | 142                          | 12                          |
| Mountainbike (Boost)        | 110                          | 15 (20)                     | 148                          | 12                          |
| Mountainbike (Super Boost)  | 110                          | 15 (20)                     | 157                          | 12                          |

#### Thru-Axle-Steckachsen
Eine Thru-Axle-Steckachse ähnelt einem langen Schraubbolzen, der an einem Ende ein kurzes Gewinde und am anderen Ende einen Schraubkopf oder einen Schnellspannhebel hat. Es gibt auch Verriegelungssysteme ohne Gewinde, die zur Fixierung lediglich eine Viertelumdrehung erfordern.
In Rahmen und Gabel des Rades befinden sich anstelle der konventionellen Ausfallenden einerseits ein Loch zum Durchstecken der Achse und andererseits eine eingelassene Gewindemutter in welche die Steckachse geschraubt wird.
Aufgrund unterschiedlicher Gewindebreiten und -steigungen sind Steckachsen gleicher nomineller Größen oft nicht untereinander kompatibel. Eine Steckachse wird deswegen üblicherweise als Teil des Rahmens oder der Gabel verkauft und wird beim Wechsel des Laufrads nicht getauscht.

#### Thru-Bolt-Steckachsen
Thru-Bolt-Steckachsen ähneln in der Funktion einem üblichen Schnellspanner, haben jedoch einen deutlich größeren Außendurchmesser, sodass sie unmittelbar in die bislang verwendeten, konventionellen Ausfallenden passen.
Bislang positionierte die Hohlachse die Nabe im Ausfallende und der Schnellspanner sicherte die Nabe gegen Herausfallen, indem er die Ausfallenden gegen die Kontermuttern presste. Die neuen, größer dimensionierten Steckachsen übernehmen nun beide Funktionen zugleich.

## Lager
Der Nabenkörper wird mit Wälzlagern auf der Achse gelagert. Mindestens zwei Lager müssen vorhanden sein.
Die klassische Nabenlagerung ist die Ausführung mittels Konuslager. Dieses besteht aus Lagerschale, Kugeln (mit 3/16″ oder 1/4″ Durchmesser), Konus und Kontermutter. Zwischen Konus und Kontermutter befindet sich noch eine Distanzscheibe oder ein Distanzrohr. Das Lagerspiel wird eingestellt durch Verfahren der Konen auf der Gewindeachse und Festkontern in der korrekten Position.
Für die Abdichtung gegen Schmutz ist meist eine einfache Staubschutzscheibe aus Metall oder Kunststoff vorhanden. Diese Scheibe – manchmal auch eine Kappe – bildet entweder zum Konus oder zum Nabengehäuse einen Ringspalt. Die Abdichtungswirkung gegen eindringende Fremdstoffe ist beim Stillstand des Rades am geringsten.
Anstelle von Konuslager können auch so genannte „Industrielager“ verwendet werden. Dies sind beispielsweise handelsübliche, mit Wellendichtring abgedichtete Rillenkugellager. Ein Einstellen des Lagerspiels ist hier meist nicht möglich bzw. notwendig.

## Nabengehäuse / Speichenflansch

Asymmetrische Einspeichung

Zentraler Baustein einer Fahrradnabe ist das Nabengehäuse. Der Werkstoff Aluminium hat hier das früher verwendete Stahlblech fast vollständig ersetzt. Neben der Aufnahme der Lager, des Freilaufs samt Zahnkranz und weiterer Elemente wie Nabenbremse oder Nabendynamo liegt die Hauptfunktion in der Aufnahme der Speichen.
Normalerweise sind zwei Speichenflansche am Nabengehäuse vorhanden. Durch Bohrungen in den Speichenflanschen werden die Speichen gesteckt. Je nach Ausführung der Flansche sind die Speichenenden gebogen oder gerade. Üblich sind 36 oder 32 Speichen, doch auch wesentlich mehr oder weniger Speichen sind möglich.
Asymmetrische Einspeichung: Insbesondere bei Laufrädern mit Kettenschaltungsnaben oder Scheibenbremse befindet sich das Zentrum der Felge nicht auf der Mittellinie zwischen den beiden Speichenflanschen. Die antriebsseitigen bzw. bei Vorderrädern die bremsseitigen Speichen stehen deshalb in einem steileren Winkel zur Nabenachse und sind auch kürzer. Die Stabilität des Laufrades wird dadurch gegenüber einem ansonsten gleichen, jedoch symmetrisch eingespeichten Laufrad vermindert.
Spezielle Speichenausführungen können auch an die Nabe genietet, geschraubt oder geklebt werden. Eine weitere Möglichkeit ist, dass Nabengehäuse, Speiche und Felge als Gussteil aus Leichtmetall oder Kunststoff eine einzige Einheit bilden.

## Wartung
Die Lager müssen je nach Ausführung nachgefettet werden. Ein Schmiernippel ist allerdings fast nur bei älteren Modellen zu finden, die bis in die 1970er Jahre gebaut wurden. Ausnahmen bilden unter anderen die Naben für Bahnräder des italienischen Herstellers Campagnolo und die von 1990 bis 1994 gebauten XC-PRO-Naben der japanischen Firma Suntour. Die Rohloff Speedhub 500/14 und die Shimano Alfine 11 besitzen als einzige Modelle auf dem Markt eine Ölbadschmierung.
Eine komplette Demontage der Achse ist zur Wartung der Nabe daher meist unvermeidbar.

## Teilbare Antriebsnabe
Bei der teilbaren Antriebsnabe ist der Antriebsblock ein eigenständiges Bauteil, welcher unabhängig vom Nabenkörper am kettenseitigen Ausfallende befestigt ist. Dadurch kann beim Ausbau des Laufrads das Ritzelpaket samt aufliegender Kette am Fahrrad verbleiben. Cinelli bot in den 1960er Jahren das Modell Bivalent an. Hier konnte als weitere Besonderheit das Laufradteil auch als Vorderrad verwendet werden. In den 1990er Jahren wurden von WECO teilbare Naben hergestellt (3BS Synchro). Im Gegensatz zur Nabe von Cinelli war dies als Kassettennabe ausgeführt. Am Markt durchgesetzt haben sich teilbare Antriebsnaben nicht.

## Einrad
Bei Einrädern mit direkten Pedalantrieb ist die Kurbelwelle zugleich Radachse. Die Nabe (im übertragenen Sinn) hat keine Lagerungsfunktion, ist typisch fest auf die Achse aufgeschrumpft und dient der Verankerung der Speichen. Beidseits werden auf die Achse je ein Rillenkugellager bis zu einem Bund aufgeschoben. Die zwei Lager werden an den Enden der Gabelscheiden gehaltert.
Giraffen mit einseitigem Kettenantrieb haben hingegen eine Radnabe mit feststehender Achse wie Zweiräder – mit Starrgang. Das Ritzel sollte formschlüssig aufgesteckt sein, nicht aufgeschraubt. Bei besonders hohen Giraffen ist zweiseitiger Kettentrieb verbreitet.
Für Munis (Bergeinräder fürs Gelände) und Reiseeinräder gibt es seit etwa 20 Jahren Zweigangnaben von Schlumpf. Per Fersenkick wird eine koaxial in der hohlen Tretachse liegende Schaltstange verschoben. Neben dem Direktgang ist so ein Schnellgang schaltbar, realisiert jeweils durch Planetengetriebe. Dann rotiert das Rad schneller als die Tretachse.
Weil ohne Sattel und ohne Gabel kommt das Ultimate-Einrad ohne Radnabe aus. Die Pedalachsen sind am Scheibenrad selbst befestigt.

## Hersteller

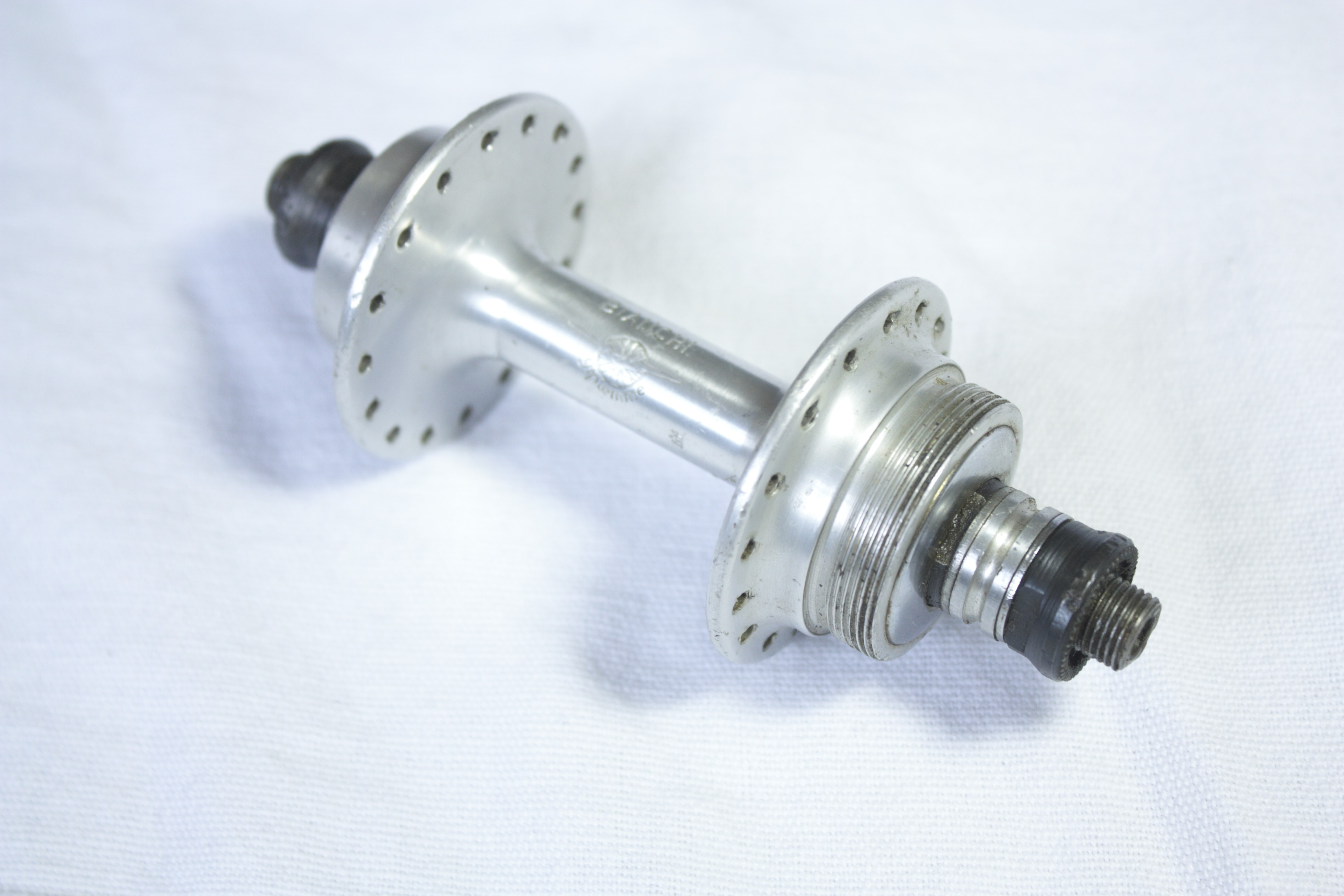
Gipiemme-Bianchi Hinterradnabe für die Aufnahme eines Schraubkranzes aus den 1980er Jahren

Der Markt an Herstellern gängiger Naben ist mittlerweile sehr übersichtlich. Die Marktführer Shimano und SRAM stellen das Gros von Fahrradnaben für fast alle Fahrradtypen her. Daneben ist vor allem am deutschen Markt der Anbieter Quando im unteren Preissegment aktiv. Eine Reihe von Herstellern aus Frankreich und Deutschland verschwanden in den späten 1980er und 1990er Jahren vom Markt. Dazu gehören die Hersteller Maillard, Altenburger, Fichtel-Sachs, Weinmann, Sturmey-Archer (Name wird heute von Sunrace verwendet) und andere.
Shimano und Sturmey-Archer bauen auch noch Getriebenaben. Der deutsche Hersteller Rohloff baut im höheren Preissegment Getriebenaben.
Für Rennräder stellen Campagnolo, DT Swiss, Swiss Edco, Tune, Mavic (MTB und Rennrad) und Fulcrum Wheels Naben im höheren Preissegment, meist für eigene Systemlaufradsätze her.
Für Bahnräder, Singlespeeds und Starrlaufräder bauen u. a. die Hersteller Novatec, Phil Wood, White Industries, Halo, Dia-Compe und Miche spezielle „Bahnnaben“ ohne Freilauf. Stabile Naben für BMX-Einsatz werden u. a. von Odyssey aus Kalifornien, Éclat und Halo gefertigt.